# Му-торере

Стартова позиція

Му́-то́рере (маорі Mū tōrere) — настільна гра маорі східного узбережжя Північного острова. Для гри потрібно двоє гравців й розмічене поле з 8 фішками.

## Ігрове поле
Грати можна на дошці або іншій розміченій поверхні, наприклад, на землі або піску. Ігрове поле для му-торере — правильний восьмикутник з проведеними через центр діагоналями.
Центральна точка називається пу́тахі (маорі pūtahi), вершини многокутника — кева́ї (маорі kewai).
У стартовій позиції в кожного гравця є по 4 камінці/фішки (маорі perepere), розташовані на сусідніх вершинах восьмикутника. Центральна точка залишається порожньою.

## Правила гри
Гравці по черзі роблять хід.
За хід гравець може пересунути тільки один свій камінець на вільний пункт.
- Дозволено пересуватися по периметру.
- До путахі (центру) можна переходити лише тоді, коли переміщений камінець знаходиться поруч із камінцем суперника.

Переможцем стає той гравець, який закриє камінці супротивника так, щоб залишити його без можливості здійснити хід.

## Послідовність гри

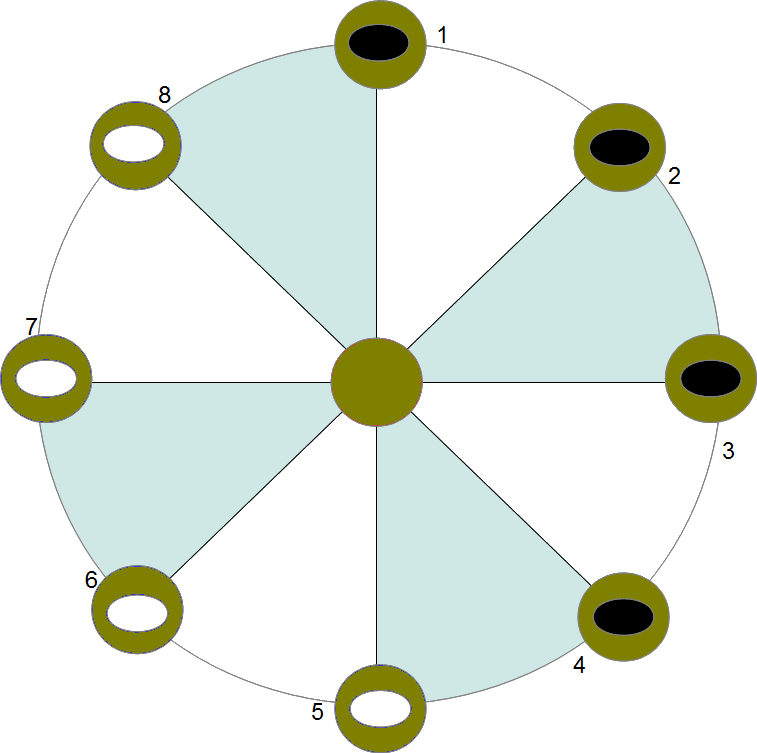
Початок: чорний може починати хід з камінців 1 або 4, білий — з камінців 5 або 8
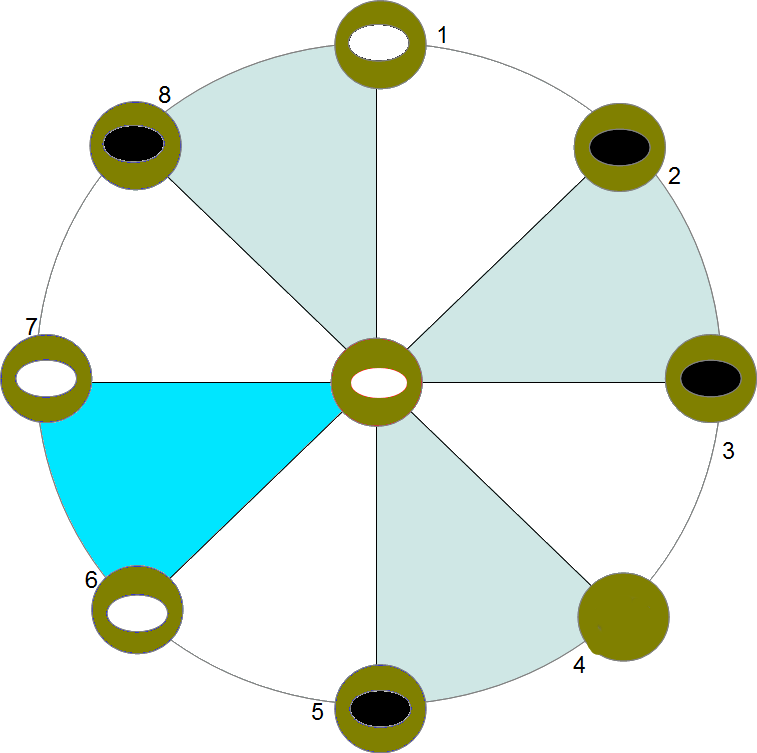
Ігрова позиція: черга чорного камінця й він має можливість рухатися з 5 або 3 на 4. Якщо він перейде з 5, то він програє, оскільки білий перейде з 6 на 5 і тим самим закриє чорних. Позиція V (позначена бірюзовим кольором) завжди повідомляє про небезпеку, бо є лише 1 варіант правильного ходу у суперника
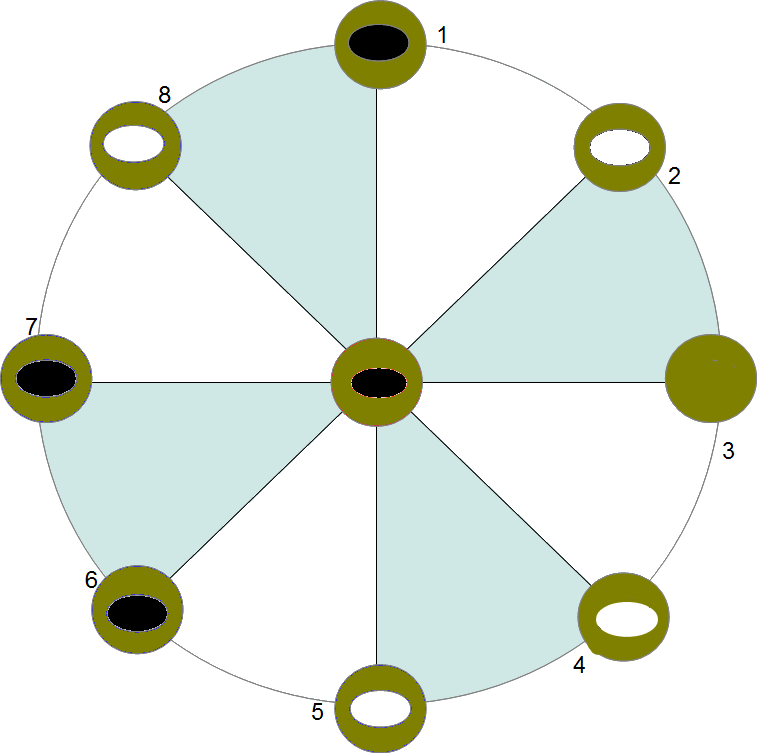
Ігрова позиція: черга білих, якщо він перейде з 2 на 3 за умови, що чорний триматиме центр, а потім походить з 1 на 2, він зможе закрити білих